# 華德學校
華德學校（英語：Bishop Walsh Primary School）是一間著名香港天主教小學，建校於1963年，校網為九龍城區。它位於九龍仔聯合道150號。鄰近為聯合大樓及香港華人基督教聯會九龍墳場，對面為藝術與科技教育中心。

## 校政管理

### 歷任校監
- 1963年至1965年：任澤民 神父
- 1965年至1980年：陸伯仁 神父[1]
- 1980年至1981年：賴存忠 神父
- 1981年至1985年：馬迪理 神父
- 1985年至1986年：彭慎靈 神父
- 1986年至1989年：陸之樂 神父[2]
- 1989年至2016年：龔偉南 神父[3]
- 2016年至今：李烱輝 先生

### 歷任校長
上午校
- 1963年至1975年：陳振名 先生
- 1975年至1996年：陳繼賢 先生
- 1996年至2005年：李煜鴻 先生[3]
- 2005年至2010年：李麗梅 女士[4]

下午校
- 1963年至1964年：梁日朝 先生
- 1964年至1969年：陳文蔚 先生
- 1969年至1975年：陳繼賢 先生
- 1975年至1993年：鄧松森 先生
- 1993年至2003年：陳立新 先生[5]
- 2003年至2006年：李杞年 先生
- 2006年至2010年：王伯基 先生

全日制
- 2010年至2013年：李麗梅 女士
- 2013年至2018年：黃綺霞 女士[6]
- 2018年至今：盧淑儀 女士

歷任副校長
- 高翠萍 女士
- 梁惠儀 女士
- 林潔霜 女士
- 廖寶兒 女士
- 陳瑞琪 女士

## 學校歷史
美國天主教傳教會瑪利諾神父會於1963年為紀念華理柱主教（Bishop James E. Walsh）在中國傳教功績，於是創辦華德學校。學校於創校初期，上下午各有20班，學生數目超過1700人。1964年擴展至24班，入讀學生高達2100多名。
由1975年開始轉由天主教香港教區管理，同年採用活動教學模式。其後，華德學校於1986年9月起開辦普通話科，1989年推行小學五六年級學閱讀獎勵計劃。在1990年代，為配合資訊科技教育，校方於1996年中為每個教室設置投映機及銀幕，亦設有2個多媒體電腦室。在校政方面，則於1993年9月參加教育署推行的「學校管理新措施」計劃，試行校本管理模式。現時是一所政府津貼資助小學。
此校曾於2002年申請分拆為兩間全日制小學，並曾獲分配位於啟德發展區的一所擬建校舍，但最後分配被撤回。其後，此校下午校再於2005年再申請分拆，並獲分配延文禮士道新校舍。
隨著上述校舍於2010年建成，此校下午校隨即遷入，並更名為九龍塘天主教華德學校，上午校則於現址繼續辦學；同時，分拆後兩校改以全日制方式上課。

## 班別
華德學校設有小一至小六年級，每級分為四班，辦學早期以A1、A2、B1、B2來命名班別。及至2012年改以A、B、C及D班來命名。其中五、六年級以A、B班為精英班，C、D班為中游班。

## 著名/傑出校友
- 李修賢（1966年）：香港男藝人、香港電影金像獎「最佳男主角」得主、台灣金馬獎「最佳男主角」得主[10]
- 廖漢波（1967年）：前香港海事處處長[10]
- 盧漢耀（1968年）：香港執業大律師、前香港大學文學院校友會副主席[10]
- 靳清松（1970年）：香港城市大學傳訊及公關處副處長
- 馬再創（1970年）：前香港射箭代表隊成員
- 廖永亮（1970年）：前創意香港總監
- 楊美雲（1976年）：臨床腫瘤科專科醫生、尤德夫人那打素醫院臨床腫瘤科部門主管、香港大學醫學院臨床腫瘤學系名譽臨床醫學副教授
- 張耀揚（1977年）：香港男藝人、香港電影金紫荊獎「最佳男配角」得主
- 林文健（1983年）：衛生署署長
- 高翠萍（1984年）：坪石天主教小學校長
- 林子博（1984年）：香港男藝人
- 吳潔蘭（1985年）：天主教聖華學校校長
- 曾紀諾（1989年）：香港填詞人、CASH流行曲創作大賽網上最受歡迎歌曲獎得主
- 余心怡（1997年）：前香港花式單車運動員、亞洲室內單車錦標賽金牌得主
- 王國彬：食物及衞生局副秘書長[10]
- 賴俊卿：香港中文大學新聞與傳播學院副教授[11]
- 馬健賢：香港本土派組織調理農務蘭花系創始人、YouTube網絡電台節目主持

## 外部連結
- 華德學校網頁 （页面存档备份，存于）